# Scaphosepalum antenniferum
Scaphosepalum antenniferum är en orkidéart som beskrevs av Robert Allen Rolfe. Scaphosepalum antenniferum ingår i släktet Scaphosepalum och familjen orkidéer. Inga underarter finns listade i Catalogue of Life.